# Нітрофурантоїн
Нітрофурантоїн — синтетичний антибіотик з групи нітрофуранів для перорального застосування. Нітрофурантоїн застосовується у клінічній практиці для лікування інфекцій сечових шляхів з 1953 року.

## Фармакологічні властивості
Нітрофурантоїн — синтетичний антибіотик з групи нітрофуранів широкого спектра дії. Препарат має як бактерицидну, так і бактеріостатичну дію, що залежить від концентрації препарату та виду збудника. Механізм дії нітрофурантоїну полягає у гальмуванні активності дегідрогеназ і пригніченні дихальних циклів мікробних клітин та порушенні синтезу білків, ДНК та РНК у клітинах патогенних бактерій. До нітрофурантоїну чутливі такі збудники: стафілококи, стрептококи, Escherichia coli, сальмонели, шиґели, Proteus spp.

### Фармакокінетика
Нітрофурантоїн при пероральному прийманні швидко всмоктується з шлунково-кишкового тракту, біодоступність препарату не вивчена. Максимальна концентрація в крові нітрофурантоїну досягається протягом 30 хвилин. Високі концентрації препарат створює лише в нирках. Нітрофурантоїн проникає через гематоенцефалічний бар'єр. Нітрофурантоїн проникає через плацентарний бар'єр та виділяється в грудне молоко. Метаболізується препарат в печінці та скелетних м'язах. Виводиться нітрофурантоїн з організму переважно нирками, частково — в незміненому вигляді. Період напіввиведення препарату становить 1 година, цей час може збільшуватися при нирковій недостатності.

## Показання до застосування
Нітрофурантоїн показаний при гострих та хронічних інфекціях сечових шляхів (циститі, пієлонефриті, уретриті), післяопераційних інфекціях сечових шляхів та профілактиці інфекцій перед урологічними операціями та маніпуляціями.

## Побічна дія
При застосуванні нітрофурантоїну можливі наступні побічні ефекти:
- Алергічні реакції — часто (1—10%) висипання на шкірі, свербіж шкіри, кропив'янка; рідко (0,01—0,1%) набряк Квінке, гарячка, синдром Стівенса-Джонсона, синдром Лаєлла, анафілактичний шок, вовчакоподібний синдром.
- З боку травної системи — часто (1—10%) нудота, блювання, зниження апетиту; нечасто (0,1—1%) діарея, біль у животі, панкреатит; рідко (0,01—0,1%) холестаз, гострий токсичний гепатит, псевдомембранозний коліт, кандидоз ротової порожнини.
- З боку нервової системи — рідко (0,01—0,1%) головний біль, запаморочення, сонливість, підвищення внутрішньочерепного тиску, порушення зору, ністагм, астенія, депресія, психози; дуже рідко (менше 0,01%) периферична нейропатія (дуже часто при супутній нирковій недостатності).[2]
- З боку дихальної системи — рідко (0,01—0,1%) задишка, кашель з мокротою або без мокроти, болі в грудній клітці, інтерстиціальний пневмоніт або фіброз легень.
- З боку опорно-рухового апарату — рідко (0,01—0,1%) артралгії, міалгії, подагричний артрит.
- З боку сечовидільної системи — часто забарвлення сечі в темно-жовтий колір.
- Зміни в лабораторних аналізах — рідко (0,01—0,1%) лейкопенія, агранулоцитоз, апластична анемія, еозинофілія, гемолітична анемія, тромбоцитопенія.

При застосуванні нітрофурантоїну побічні ефекти, особливо з боку травної та нервової систем спостерігаються зазвичай частіше, ніж при застосуванні інших препаратів групи нітрофуранів.

## Протипокази
Ніфурантоїн протипоказаний при підвищеній чутливості до нітрофуранів; важкій нирковій недостатності; нейропатіях; дефіциті глюкозо-6-фосфатдегідрогенази; порфірії; хворим, що знаходяться на гемодіалізі; важкій печінковій недостатності; серцевій недостатності II—ІІІ ступенів; при вагітності та годуванні грудьми.

## Форми випуску
Нітрофурантоїн випускається у вигляді таблеток по 0,05 та 0,1 г.